# Nibelheim
Nibelheim – podziemna mityczna kraina zamieszkiwana przez lud karłów – Nibelungów. Znajdowały się tam kopalnie, a mieszkańcy zajmowali się górnictwem i kowalstwem. Richard Wagner opisał ją w swojej tetralogii – Pierścień Nibelunga. Dzięki mocy cudownego pierścienia w czasie opisywanym przez Wagnera w Złocie Renu władzę nad Nibelheimem zdobył Alberyk. Jest to także pierwsza z krain, o jakie Mime zapytał Wędrowca-boga Wotana (Zygfryd).